# بيرسي برادو
بيرسي برادو (بالإسبانية: Percy Prado)‏ هو لاعب كرة قدم بيروفي في مركز الوسط، ولد في 14 يناير 1996 في Huaral ‏ في بيرو. لعب مع نادي نانت.

## وصلات خارجية
- بيرسي برادو على موقع رابطة كرة القدم الفرنسية للمحترفين (الإنجليزية)
- بيرسي برادو على موقع قاعدة بيانات كرة القدم.إي يو (الإنجليزية)
- بيرسي برادو على موقع Soccerway.com (الإنجليزية)